# 泰絲·格里森
泰絲·格里森（Tess Gerritsen，1953年6月12日—），美國小說家、醫師。

## 生平
泰絲·格里森是華裔，畢業於史丹佛大學 ，並取得加州大學舊金山分校醫學博士學位，之後夏威夷檀香山擔任內科醫師。
1995年，泰絲·格里森出版《貝納德的墮落]》（Harvest），首度躍居《紐約時報》暢銷排行榜。《貝納德的墮落》引發美國器官移植協調人協會（American Association of Transplant Coordinators）的強烈反彈。
小說《漂離的伊甸》（Vanish）入圍愛倫坡獎，並且獲得尼洛獎(Nero Award)年度最佳推理小說。《外科醫生》（The Surgeon）獲得瑞塔文學獎。

## 作品

### 浪漫懸疑系列
- 1985年，《Adventure's Mistress》
- 1986年，《Love's Masquerade》
- 1987年，《Call After Midnight》
- 1990年，《Under the Knife》
- 1992年，《Never Say Die》
- 1992年，《Whistle Blower》
- 1993年，《Presumed Guilty》
- 1994年，《Peggy Sue Got Murdered》（再版更名為《Girl Missing》）
- 1996年，《Keeper of the Bride》
- 2001年，《Perfect Timing》
- 2006年，《Murder and Mayhem》
- 2008年，《Madame X》
- 2015年，《小提琴家》（Playing With Fire）
- 2019年，《The Shape of Night》
- 2021年，《選擇》（Choose Me）和 蓋瑞·布萊弗（英语：Gary Braver）

### Tavistock 系列
- 1994年，《In Their Footsteps》
- 1995年，《Thief of Hearts》（再版更名為《Stolen》）

### 醫療懸疑系列
- 1996年，《貝納德的墮落》（Harvest）
- 1997年，《急診醫生》（Life Support）
- 1998年，《小鎮醫生》（Bloodstream）
- 1999年，《喀邁拉空間》（Gravity）
- 2007年，《骸骨花園》（The Bone Garden，法醫莫拉為配角）
- 2009年，《Girl Missing》[9]

### 瑞卓利莫拉系列（Rizzoli & Isles Series）
- 2001年，《外科醫生》（The Surgeon）（警官瑞卓利初登場）
- 2002年，《門徒》（The Apprentice）（法醫莫拉初登場，瑞卓利認識嘉柏瑞）
- 2004年，《罪人》（The Sinner）
- 2004年，《莫拉的雙生》（Body Double）
- 2005年，《漂離的伊甸》（Vanish）
- 2006年，《梅菲斯特俱樂部》（The Mephisto Club）
- 2007年，《吸血鬼》（Freaks）【短篇外傳】
- 2008年，《祭念品》（The KeepSake）
- 2010年，《迷蹤》（Ice Cold）
- 2011年，《緘默的女孩》（The Silent Girl）[10]
- 2012年，《無名屍》（John Doe）【短篇外傳】
- 2012年，《最後倖存者》（Last To Die）[11]
- 2014年，《再死一次》（Die Again）
- 2017年，《我知道的秘密》（I Know a Secret）
- 2022年，《護理師》（Listen To Me）[12]

### 馬丁尼會系列(The Martini Club Series)
在這個新系列中介紹瑪姬・博德和Jo Thibodeau
- 2023年，《間諜海岸》（The Spy Coast）[13]
- 2025年，《夏季訪客》（The Summer Guests）

## 外部連結
- 官方网站
- Goodreads （页面存档备份，存于）
- Interview （页面存档备份，存于） aired on NPR's All Things Considered July 12, 2010
- Literary-oriented interview by Lenn Wanner on The Crime of It All website (October 10, 2010)
- Pictures of Tess Gerritsen's office and office view, with her comments, on the Murderati website
- 泰絲·格里森在互联网电影资料库（IMDb）上的資料（英文）